# Diccionario etimológico indoeuropeo
El Diccionario etimológico indoeuropeo (Indo-European Etymological Dictionary, abreviado IEED) es un proyecto de investigación del Departamento de Lingüística indoeuropea de la Universidad de Leiden que comenzó en 1991, dirigido por Peter Schrijver y otros. El proyecto es financiado por la Facultad de Humanidades y el Centro de Lingüística de la Universidad de Leiden, la editorial Brill y la Organización para la Investigación Científica de los Países Bajos.

## Descripción
El proyecto del IEED está coordinado y supervisado por Alexander Lubotsky. Entre sus objetivos figuran:
- compilar bases de datos etimológicas de las diferentes ramas de las lenguas indoeuropeas que contengan todas las palabras hasta remontarse al idioma protoindoeuropeo, impresas en formato papel por ediciones Brill.
- publicar las bases de datos de forma gratuita en formato electrónico vía Internet mediante la utilización de un software realizado por Serguéi Stárostin.[3]
- finalmente, una vez que los diccionarios etimológicos de las ramas individuales hayan sido compilados, crear un nuevo gran diccionario etimológico indoeuropeo que pueda reemplazar al creado por Julius Pokorny: Indogermanisches Etymologisches Wörterbuch.

## Colaboradores
- Idioma albanés: Bardhyl Demiraj, Michiel de Vaan
- Lenguas anatolias: Alwin Kloekhorst
- Idioma armenio: Hrach Martirosyan
- Lenguas bálticas: Rick Derksen
- Lenguas celtas: Ranko Matasović
- Lenguas germánicas: Guus Kroonen
  - Frisón antiguo: Dirk Boutkan, Sjoerd Siebinga
- Griego antiguo: Robert Beekes
- Lenguas indoarias: Alexander Lubotsky
- Lenguas iranias: Garnik Asatrian
  - Idioma persa: Johnny Cheung
- Lenguas itálicas: Michiel de Vaan
- Lenguas eslavas: Rick Derksen
- Lenguas tocarias: Michaël Peyrot

## Obras impresas
El proyecto ha dado como resultado los siguientes impresos:
- Boutkan, Dirk; Siebinga, Sjoerd Michiel (2005). Old Frisian Etymological Dictionary. Brill Academic Publishers. ISBN 978-90-04-14531-3.
- Cheung, Johnny (2007). Etymological Dictionary of the Iranian Verb. Brill Academic Publishers. ISBN 978-90-04-15496-4.
- Kuz'mina, Elena E. (2007).  Mallory, J. P., ed. The Origin of the Indo-Iranians. Brill Academic Publishers. ISBN 978-90-04-16054-5.
- Derksen, Rick (2007). Etymological Dictionary of the Slavic Inherited Lexicon. Brill Academic Publishers. ISBN 978-90-04-15504-6.
- Kloekhorst, Alwin (2008). Etymological Dictionary of the Hittite Inherited Lexicon. Brill Academic Publishers. ISBN 978-90-04-16092-7.
- Bomhard, Allan R. (2008). Reconstructing Proto-Nostratic. Brill Academic Publishers. ISBN 978-90-04-16853-4.
- de Vaan, Michiel (2008). Etymological Dictionary of Latin (and the other Italic Languages). Brill Academic Publishers. ISBN 978-90-04-16797-1.
- Martirosyan, Hrach K. (2009). Etymological Dictionary of the Armenian Inherited Lexicon. Brill Academic Publishers. ISBN 978-90-04-17337-8.
- Matasović, Ranko (2009). Etymological Dictionary of Proto-Celtic. Brill Academic Publishers. ISBN 978-90-04-17336-1.
- Beekes, Robert S. P. (2009). Etymological Dictionary of Greek. Brill Academic Publishers. ISBN 978-90-04-17418-4.
- Kroonen, Guus (2013). Etymological Dictionary of Proto-Germanic. Brill Academic Publishers. ISBN 978-90-04-18340-7.
- Derksen, Rick (2014). Etymological Dictionary of the Baltic Inherited Lexicon. Brill Academic Publishers. ISBN 978-90-04-27898-1.

Algunos trabajos futuros se han anunciado así.
- Astarian, Garnik (2018). Etymological Dictionary of Persian. Brill Academic Publishers. ISBN 978-90-04-18341-4.